# Saint-Germainmont
Saint-Germainmont és un municipi francès situat al departament de les Ardenes i a la regió del Gran Est. L'any 2007 tenia 798 habitants.

## Demografia

### Població
El 2007 la població de fet de Saint-Germainmont era de 798 persones. Hi havia 298 famílies de les quals 72 eren unipersonals (28 homes vivint sols i 44 dones vivint soles), 115 parelles sense fills, 99 parelles amb fills i 12 famílies monoparentals amb fills.
La població ha evolucionat segons el següent gràfic:
Habitants censats

### Habitatges
El 2007 hi havia 362 habitatges, 303 eren l'habitatge principal de la família, 32 eren segones residències i 26 estaven desocupats. 323 eren cases i 21 eren apartaments. Dels 303 habitatges principals, 252 estaven ocupats pels seus propietaris, 46 estaven llogats i ocupats pels llogaters i 6 estaven cedits a títol gratuït; 8 tenien dues cambres, 37 en tenien tres, 70 en tenien quatre i 188 en tenien cinc o més. 225 habitatges disposaven pel capbaix d'una plaça de pàrquing. A 130 habitatges hi havia un automòbil i a 136 n'hi havia dos o més.

### Piràmide de població
La piràmide de població per edats i sexe el 2009 era:
| Homes | Edats   | Dones |
| ----- | ------- | ----- |
| 0     | 95 o +  | 4     |
| 4     | 90 a 94 | 16    |
| 8     | 85 a 89 | 20    |
| 8     | 80 a 84 | 4     |
| 20    | 75 a 79 | 16    |
| 28    | 70 a 74 | 28    |
| 12    | 65 a 69 | 16    |
| 28    | 60 a 64 | 8     |
| 24    | 55 a 59 | 24    |
| 40    | 50 a 54 | 16    |
| 24    | 45 a 49 | 44    |
| 16    | 40 a 44 | 8     |
| 20    | 35 a 39 | 28    |
| 24    | 30 a 34 | 24    |
| 24    | 25 a 29 | 32    |
| 12    | 20 a 24 | 8     |
| 8     | 15 a 19 | 40    |
| 28    | 10 a 14 | 24    |
| 12    | 5 a 9   | 20    |
| 20    | 0 a 4   | 4     |

## Economia
El 2007 la població en edat de treballar era de 453 persones, 319 eren actives i 134 eren inactives. De les 319 persones actives 281 estaven ocupades (147 homes i 134 dones) i 38 estaven aturades (20 homes i 18 dones). De les 134 persones inactives 59 estaven jubilades, 22 estaven estudiant i 53 estaven classificades com a «altres inactius».

### Ingressos
El 2009 a Saint-Germainmont hi havia 310 unitats fiscals que integraven 760 persones, la mediana anual d'ingressos fiscals per persona era de 15.888 €.

### Activitats econòmiques
Dels 24 establiments que hi havia el 2007, 1 era d'una empresa extractiva, 3 d'empreses alimentàries, 6 d'empreses de construcció, 5 d'empreses de comerç i reparació d'automòbils, 1 d'una empresa d'hostatgeria i restauració, 1 d'una empresa immobiliària, 1 d'una empresa de serveis, 2 d'entitats de l'administració pública i 4 d'empreses classificades com a «altres activitats de serveis».
Dels 7 establiments de servei als particulars que hi havia el 2009, 3 eren guixaires pintors, 2 electricistes i 2 perruqueries.
Dels 3 establiments comercials que hi havia el 2009, 1 era una botiga de més de 120 m², 1 una botiga de menys de 120 m² i 1 una fleca.
L'any 2000 a Saint-Germainmont hi havia 7 explotacions agrícoles que ocupaven un total de 474 hectàrees.

## Equipaments sanitaris i escolars
L'únic equipament sanitari que hi havia el 2009 era una farmàcia.
El 2009 hi havia una escola elemental.

## Poblacions més properes
El següent diagrama mostra les poblacions més properes.